# Medina County (Texas)
Das Medina County ist ein County im Bundesstaat Texas der Vereinigten Staaten. Das U.S. Census Bureau hat bei der Volkszählung 2020 eine Einwohnerzahl von 50.748 ermittelt. Der Sitz der County-Verwaltung (County Seat) befindet sich in Hondo.

## Geographie
Das County liegt südlich des geographischen Zentrums von Texas und ist im Südwesten etwa 70 km von Mexiko entfernt. Es hat eine Fläche von 3456 Quadratkilometern, wovon 18 Quadratkilometer Wasserfläche sind. Es grenzt im Uhrzeigersinn an folgende Countys: Bandera County, Bexar County, Atascosa County, Frio County und Uvalde County.

## Geschichte
Medina County wurde 1848 aus Teilen des Bexar County gebildet. Benannt wurde es nach dem Medina River, dessen Name auf den spanischen Gelehrten und Ingenieur Pedro Medina zurückgeht. Die von ihm veröffentlichten Landkarten nutzte Alonso de León (1584–1652) für seine Entdeckungsreisen in dieser Region.
Sieben Bauwerke und Stätten im County sind im National Register of Historic Places („Nationales Verzeichnis historischer Orte“; NRHP) eingetragen (Stand 27. November 2021), darunter der Castroville Historic District, das Devine Opera House und der D’Hanis Historic District.

## Demografische Daten

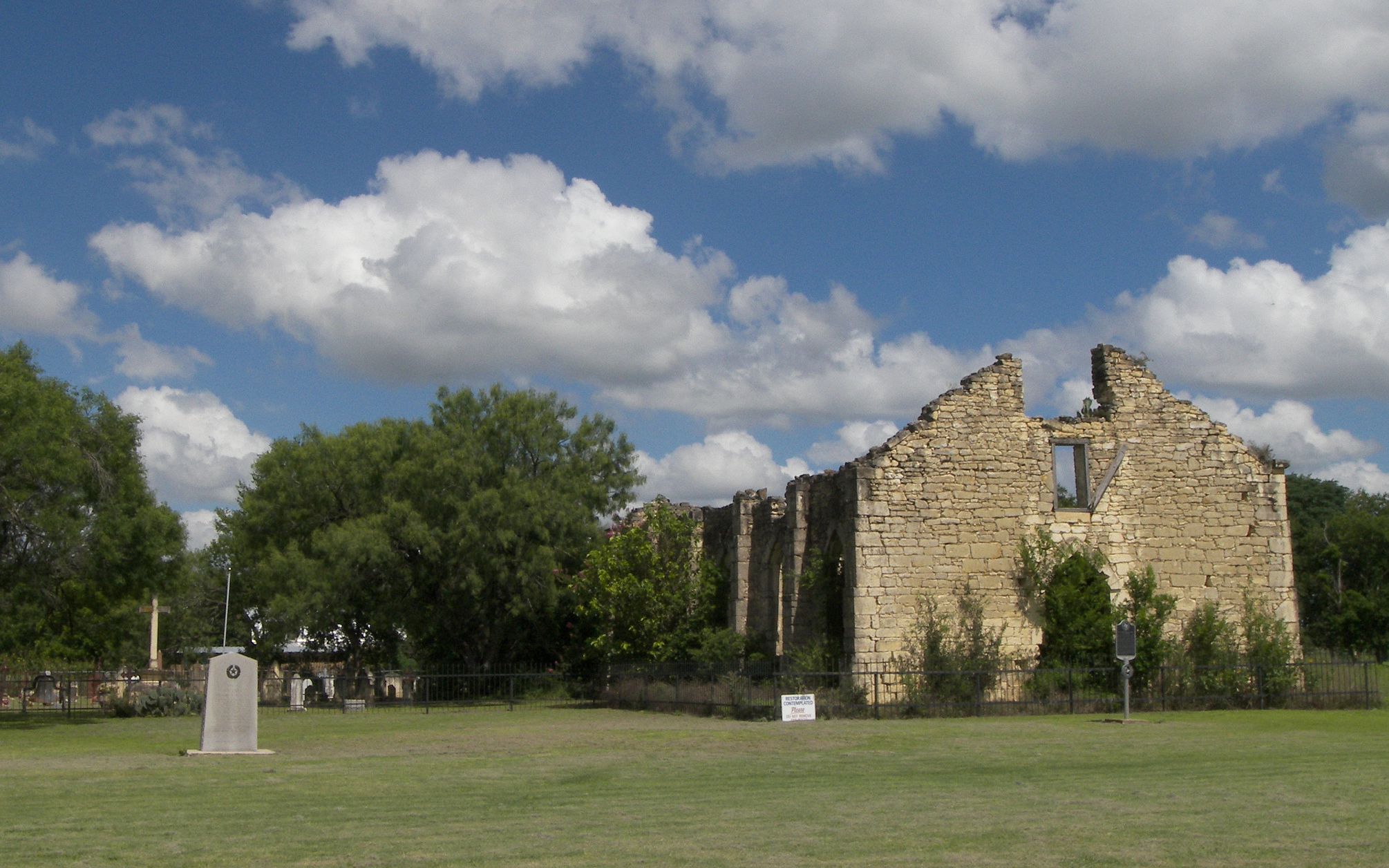
Ruinen der Saint Dominic Catholic Church und des D'Hanis Cemetery, Teil des D'Hanis Historic Districts, gelistet im NRHP mit der Nr. 76002051

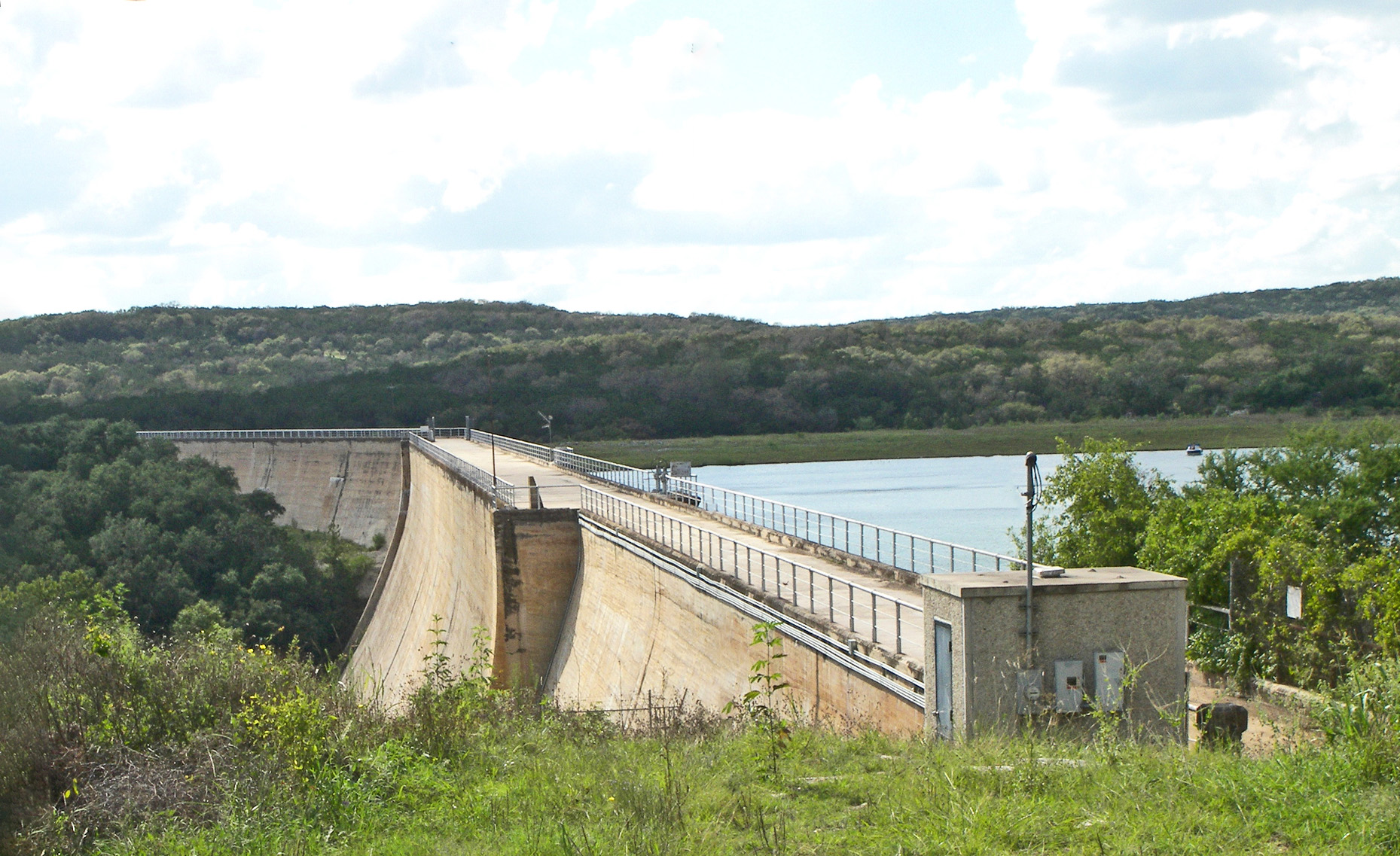
Der Medina Dam, gelistet im NRHP mit der Nr. 76002050

Nach der Volkszählung im Jahr 2000 lebten im Medina County 39.304 Menschen in 12.880 Haushalten und 10.136 Familien. Die Bevölkerungsdichte betrug 11 Einwohner pro Quadratkilometer. Ethnisch betrachtet setzte sich die Bevölkerung zusammen aus 79,38 Prozent Weißen, 2,20 Prozent Afroamerikanern, 0,68 Prozent amerikanischen Ureinwohnern, 0,33 Prozent Asiaten, 0,05 Prozent Bewohnern aus dem pazifischen Inselraum und 14,48 Prozent aus anderen ethnischen Gruppen; 2,88 Prozent stammten von zwei oder mehr Ethnien ab. 45,47 Prozent der Einwohner waren spanischer oder lateinamerikanischer Abstammung.
Von den 12.880 Haushalten hatten 39,1 Prozent Kinder oder Jugendliche, die mit ihnen zusammen lebten. 63,2 Prozent waren verheiratete, zusammenlebende Paare 11,1 Prozent waren allein erziehende Mütter und 21,3 Prozent waren keine Familien. 18,2 Prozent waren Singlehaushalte und in 8,2 Prozent lebten Menschen im Alter von 65 Jahren oder darüber. Die durchschnittliche Haushaltsgröße betrug 2,91 und die durchschnittliche Familiengröße betrug 3,30 Personen.
29,0 Prozent der Bevölkerung war unter 18 Jahre alt, 8,4 Prozent zwischen 18 und 24, 28,7 Prozent zwischen 25 und 44, 21,5 Prozent zwischen 45 und 64 und 12,4 Prozent waren 65 Jahre alt oder älter. Das Medianalter betrug 34 Jahre. Auf 100 weibliche Personen kamen 105,6 männliche Personen und auf 100 Frauen im Alter von 18 Jahren oder darüber kamen 104,9 Männer.

Das jährliche Durchschnittseinkommen eines Haushalts betrug 36.063 USD, das Durchschnittseinkommen einer Familie betrug 40.288 USD. Männer hatten ein Durchschnittseinkommen von 27.045 USD, Frauen 21.734 USD. Das Prokopfeinkommen betrug 15.210 USD. 12,0 Prozent der Familien und 15,4 Prozent der Einwohner lebten unterhalb der Armutsgrenze.

## Städte und Gemeinden
| - Castroville - D Hanis - Devine | - Dunlay - Hondo - La Coste | - Mico - Natalia | - Rio Medina - Yancey |